# 梁曉豐
梁曉豐（Anjo Leung，1983年3月4日—）是香港的歌手、演員、魔術師及藝人，曾為香港偶像男子組合PlayTime（遊戲時間）的主音。

## 簡介
梁曉豐從三歲起開始成為童星，拍攝超過五十個電視廣告與多部電影，及後參演電影《仙樂飄飄》。
他曾赴澳洲悉尼音樂學院修讀指揮與小提琴，同時亦是香港著名魔術師王者匡（Harry哥哥）的愛徒。
2007年，正式加入娛樂圈，擔任電影《魔術男》男主角，並參與該電影之主題曲和插曲演唱。
2013年，成立四人男子組合PlayTime，為隊中主音歌手。
2014年，領銜主演電視電影作品《曖昧不明關係研究學會》，飾演失意音樂人－林逸民。同年11月，參演大型舞台劇－星海留痕，擔演華裔首席小提琴家蔡保羅一角，現場演奏小提琴，與粵劇名伶蓋鳴暉、TVB視帝黎耀祥大鬥演技，於新光戲院大劇院連續公演13場。

## 音樂
- PlayTime 主音
- 個人歌曲：電影魔術男主題曲《千變萬化》 、插曲《天大秘密》
- 擅長樂器演奏：鋼琴、結他、烏克麗麗、小提琴

## 派台歌曲成績
| 派台歌曲成績 | 派台歌曲成績       | 派台歌曲成績 | 派台歌曲成績 | 派台歌曲成績 | 派台歌曲成績 | 派台歌曲成績 |
| ------------ | ------------------ | ------------ | ------------ | ------------ | ------------ | ------------ |
| 唱片         | 歌曲               | 903          | RTHK         | 997          | TVB          | 備註         |
| 2020年       |                    |              |              |              |              |              |
|              | 曖昧之後，離開之前 | -            | -            | -            | -            |              |

| 各台冠軍歌總數 | 各台冠軍歌總數 | 各台冠軍歌總數 | 各台冠軍歌總數 | 各台冠軍歌總數    |
| -------------- | -------------- | -------------- | -------------- | ----------------- |
| 903            | RTHK           | 997            | TVB            | 備註              |
| 0              | 0              | 0              | 0              | 四台冠軍歌總數：0 |

- （*）表示仍在榜上
- （-）未能上榜

## 演出作品

### 電視劇
- 香港電台劇集《IT行者》唐吉 飾 Jay（2014.01.20）
- 香港電台劇集《社企有道2》奇幻少年 飾 King（2014.08.03）
- 港台電視31《獅子山下2014》 飾 林逸民（2014.09.29-2014.10.03）
- 港台電視31《獅子山下2016》第六集﹕城中蓬萊. 飾 少年阿新

### 電影
- 《辣手神探》（1992）[6]:94
- 《香港夢》（1990）
- 《仙樂飄飄》（1995）[6]:94
- 《魔術男》飾 Leggo（2007）
- 《烈日當空》飾 張永哲（阿摺）（2008）
- 《很想和你在一起》飾 貝多芬（2009）
- 《前度》客串演出 Andrew（2010）
- 《曖昧不明關係研究學會》飾 林逸民（2014）

### 舞台劇
- 《我爹爹係魔術師》監製（2005）
- 《無嗰樣・變嗰樣》監製（2007）
- 《腦筋斗》監製（2009）
- 《兒歌勁Band Show》監製及鍵盤樂手（2010）
- 《波波Show》 監製（2011）
- 《魔力時計》監製（2013)
- 《星海留痕》飾 蔡保羅（2014）

### 綜藝節目
- 香港電台兒童節目主持點蟲蟲（1989-91）
- 香港電台兒童節目主持點蟲蟲開開心心學飛（2007）
- TVB鐵甲無敵獎門人第42集嘉賓（2009.03.01）
- 青協網台M21節目PlayTime Summer Holiday（2013.08.10-2013.08.31）
- 香港電台動畫外判節目主持8花齊放（2016.06 -2016.08）

### 電台節目
- 香港電台2台節目388放題Technical Producer（2011-2012）
- 青協網台M21-Uchannel節目PlayTime遊戲時間（2013.02.09 - 2013.05.11）

### 音樂錄像
- 容祖兒Joey Yung - 《在時間面前》 監製（2012）
- 藍奕邦Pong Nan -《為執著乾杯》監製（2012）
- 蔡卓妍Charlene Choi - 《憐香惜玉》特別演出及音響設計（2013）
- 吳雨霏Kary Ng - 《最幸福的眼淚》特別演出「鋼琴師」及音響設計（2015）

## 外部連結
- 梁曉豐的Facebook專頁